# Rhythmstick
Rhythmstick è un video-album del 1990 di Dizzy Gillespie e della CTI Records All-Stars.

## Tracce
1. Barbados (Charlie Parker)
2. Friday Night at the Cadillac Club (Bob Berg)
3. Nana (Moacir Santos)
4. Caribe (Michel Camilo)
5. Softly, As in a Morning Sunrise (Sigmund Romberg)
6. Palisades in Blue (Benny Golson)
7. Colo De Rio (Enio Flavio Mol e Marcelo Ferreira)
8. Wamba (Salif Keita)
9. Quilombo (Gilberto Gil and Wally Salomao)

## Formazione
In ordine dalla custodia del VHS
- Dizzy Gillespie
- Art Farmer
- Phil Woods
- Bob Berg
- Airto Moreira
- Flora Purim
- Tito Puente
- Charlie Haden
- Marvin "Smitty" Smith
- Anthony Jackson
- Bernard Purdie
- John Scofield
- Robben Ford
- Romero Lubambo
- Hilton Ruiz
- Jimmy McGriff
- Benny Golson